# Karl Krolow
Karl Krolow (connu également sous le pseudonyme Karol Kröpcke), né le 11 mars 1915 à Hanovre et mort le 21 juin 1999 à Darmstadt, est un poète, romancier et traducteur allemand.

## Biographie
Poète, Karl Krolow devient membre du Groupe 47.
Il obtient notamment le prix Georg-Büchner en 1965 et le prix Friedrich Hölderlin en 1988.
Il est membre de l'Académie allemande pour la langue et la littérature et du PEN club allemand.

## Œuvres

### Œuvres traduites en français
- L’Autre vie [« Das andere Leben, eine Erzählung »], trad. de Philippe Legionnet, Paris, Éditions Phébus, coll. « D'aujourd'hui. Étranger », 2001, 194 p.  (ISBN 2-85940-780-4)
- Hérodote ou Le commencement de l'histoire : et autres poèmes, trad. d’Éric David, Saint-Quentin-de-Caplong, France, Atelier de l’Agneau éditeur, coll. « Transfert », 2005, 93 p.  (ISBN 2-930188-84-7)
- Gravé dans le cuivre : observations [« In Kupfer gestochen. Observationen »], trad. d’Anne Gauzé, Saint-Pierre-la-Vieille, France, Atelier La Feugraie, coll. « L'Allure du chemin. Domaine étranger », 2013, 121 p.  (ISBN 978-2-905408-94-5)
- "Le poète comme traducteur de la poésie contemporaine", in: Apulée #4. Traduire le monde, trad. d'Anne Gauzé, Paris, Editions Zulma, 2019.

## Récompenses et distinctions
- 1965 : Prix Heinrich Böll
- 1988 : Prix Friedrich Hölderlin
- Commandeur de l'ordre du Mérite de la République fédérale d'Allemagne
- Ordre du Mérite de Hesse